# Horatosphaga concava
Horatosphaga concava är en insektsart som beskrevs av David R. Ragge 1960. Horatosphaga concava ingår i släktet Horatosphaga och familjen vårtbitare. Inga underarter finns listade i Catalogue of Life.